# Podence
Podence is een plaats (freguesia) in de Portugese gemeente Macedo de Cavaleiros en telt 357 inwoners (2001).